# Portilla (Cuenca)
Portilla ist eine zentralspanische Gemeinde (municipio) mit 61 Einwohnern (Stand: 2024) im Norden der Provinz Cuenca in der Autonomen Region Kastilien-La Mancha. 

## Lage und Klima
Portilla liegt auf der Westseite des Iberischen Gebirges in einer Höhe von ca. 1065 m. Die Provinzhauptstadt Cuenca befindet sich gut 22 Kilometer (Fahrtstrecke) südsüdwestlich. Das Klima im Winter ist gemäßigt, im Sommer dagegen warm bis heiß. Regen (698 mm/Jahr) fällt das ganze Jahr über.

## Bevölkerungsentwicklung
| Jahr      | 1970 | 1981 | 1991 | 2001 | 2011 | 2021 |
| Einwohner | 201  | 143  | 109  | 92   | 78   | 58   |

## Sehenswürdigkeiten
- Michaeliskirche